# 올리비에 페리에

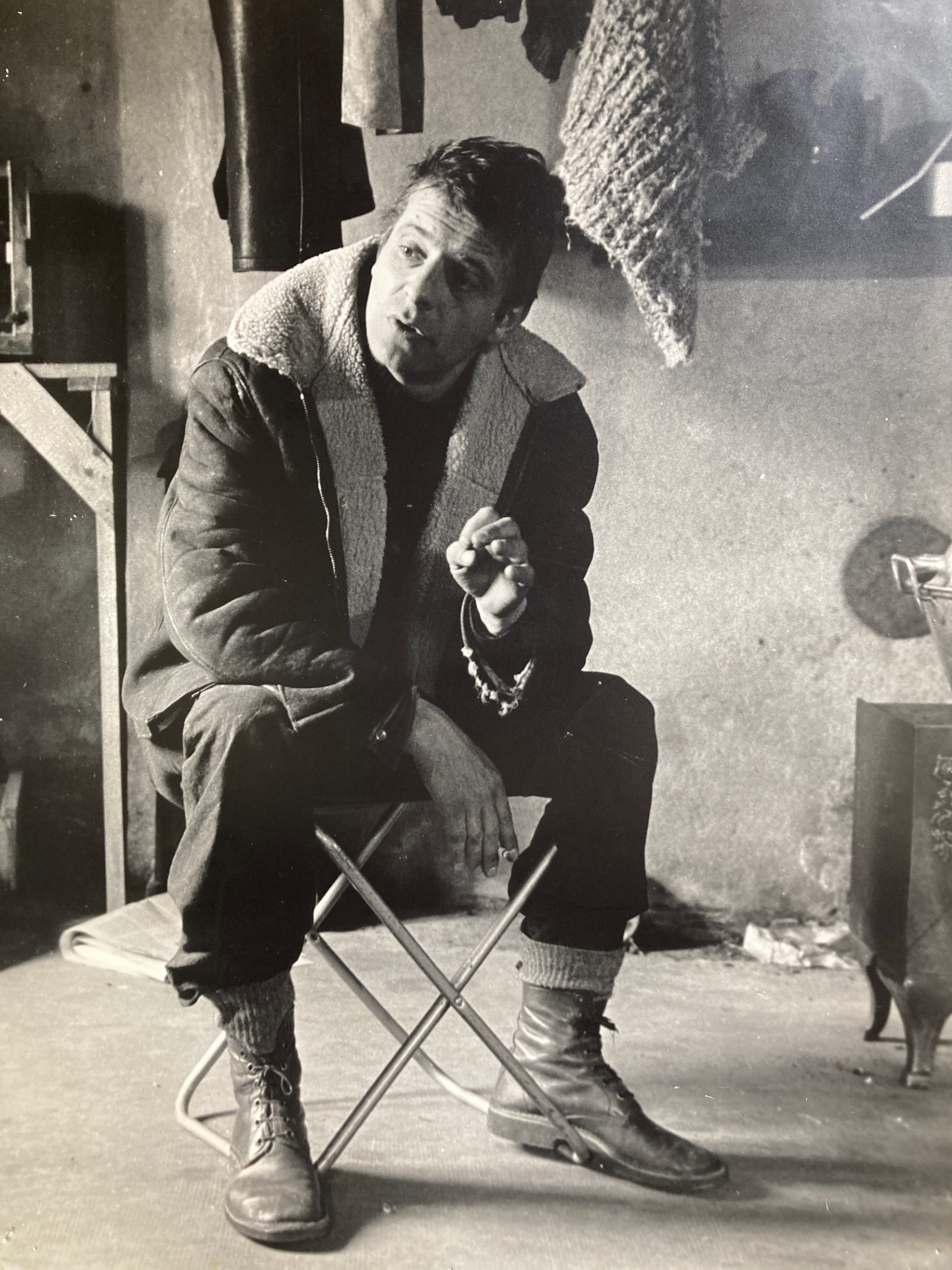

올리비에 페리에(프랑스어: Olivier Perrier, 1940년 9월 15일 ~ )는 프랑스의 배우이다. 1972년부터 40편 이상의 영화에 등장했다.

## 영화
- 여자의 일생 (2016년) - 신부 피콧 역
- 작은 전쟁 (2015년)
- 100% 캐시미어 (2013년)
- 어 퓨 아워스 오브 스프링 (2012년)
- 오브 우먼 앤 홀시스 (2011년)
- 라이벌즈 (2008년)
- 애니씽 포 허 (2008년) - 줄리앙의 아버지 역
- 블레임 잇 온 피델 (2006년)
- 파이스 데 비옥스 레베스 (2005년)
- 가혹한 임무 (2003년)
- 내 마음을 읽어 봐 (2001년)
- 애정의 운명 (2000, Les Destinées sentimentales) - 필립 포메렐 역
- 유령의 가슴 (1996년)
- Metempsycose (1989년)